# Miroslav Kollenz
Miroslav Kollenz (Karlovac, 5. svibnja 1926. – Zagreb, 24. studenog 1997.) hrvatski je arhitekt i urbanist. Diplomirao je 1952. godine na Tehničkom fakultetu u Zagrebu, gdje je predavao od 1956. do 1991. godine. Bavio se planiranjem stambenih naselja i revitalizacijom starih gradskih jezgri. S Draganom Boltarom izradio je 1960. godine generalni urbanistički plan Varaždina te je sam izradio urbanističke projekte naselja Travno (1974.) i Kotarnica (1976.) u Zagrebu. Posebno se posvetio problemima uređenja groblja i memorijalnih područja (gradsko groblje Lovrinac, memorijalni kompleks i gradski park u Splitu, 1976.; Gaj urni – Krematorij, 1983. – 1985., te nova gradska groblja Odra i Markovo polje u Zagrebu, 1992. – 1995.).

## Vanjske poveznice
- Kollenz, Miroslav Hrvatska tehnička enciklopedija, portal hrvatske tehničke baštine. LZMK